# Episodi di David Niven Show
La prima e unica stagione della serie televisiva David Niven Show (The David Niven Show) è andata in onda negli Stati Uniti dal 7 aprile 1959 al 7 luglio 1959 sulla NBC.
| nº | Titolo originale        | Prima TV USA   | Titolo italiano | Prima TV Italia |
| -- | ----------------------- | -------------- | --------------- | --------------- |
| 1  | Fortune's Folly         | 7 aprile 1959  |                 |                 |
| 2  | Life Line               | 14 aprile 1959 |                 |                 |
| 3  | Backtrack               | 21 aprile 1959 |                 |                 |
| 4  | The Promise             | 5 maggio 1959  |                 |                 |
| 5  | The Twist of the Key    | 12 maggio 1959 |                 |                 |
| 6  | A Day of Small Miracles | 19 maggio 1959 |                 |                 |
| 7  | The Lady from Winnetka  | 26 maggio 1959 |                 |                 |
| 8  | The Last Room           | 2 giugno 1959  |                 |                 |
| 9  | Maggie Malone           | 9 giugno 1959  |                 |                 |
| 10 | Portrait                | 16 giugno 1959 |                 |                 |
| 11 | Sticks and Stones       | 23 giugno 1959 |                 |                 |
| 12 | The Vengeance           | 30 giugno 1959 |                 |                 |
| 13 | Good Deed               | 7 luglio 1959  |                 |                 |

## Fortune's Folly
- Prima televisiva: 7 aprile 1959

### Trama
- Guest star: Bill Erwin (cassiere), Herbert Ellis (Salesman), Cameron Mitchell (Hal Shattuck), Gail Kobe (Ellie Shattuck), Mark Rodney (Joey Shattuck)

## Life Line
- Prima televisiva: 14 aprile 1959

### Trama
- Guest star: Richard Erdman (Bobo), Isobel Elsom (Madame Cecile), Don Taylor (Steve), John Mitchum (marinaio), Christine White (Barbara Nelson)

## Backtrack
- Prima televisiva: 21 aprile 1959

### Trama
- Guest star: William Joyce (assistente del procuratore distrettuale), Stacy Harris (Frank Mace), Nestor Paiva (Anton Pickman), Frank Lovejoy (Paul Nelson), Richard Benedict (Ferris), Dorothy Green (Mrs. Nelson), Kasey Rogers (Carol MacLane)

## The Promise
- Prima televisiva: 5 maggio 1959

### Trama
- Guest star: Wright King (David), Fay Baker (Sarah Winter), Rhys Williams (Papa Warcheck), Clinton Sundberg (Dean), Eddie Albert (Adam Winter), Fay Wray (Allison)

## The Twist of the Key
- Prima televisiva: 12 maggio 1959

### Trama
- Guest star: Joan Banks (Nora), John Dehner (Tom Edwards), Anne Francis (Marna Edwards), Ed Kemmer (Eddie)

## A Day of Small Miracles
- Prima televisiva: 19 maggio 1959

### Trama
- Guest star: Peter Leeds (attore), Jonathan Hole (Gus), Max Showalter (Big Guy), Alan Reed (Ben Gross), Herbert Anderson (Dave), Don Beddoe (dottore), Eddie Bracken (Merlin), Linda Watkins (Floss)

## The Lady from Winnetka
- Prima televisiva: 26 maggio 1959

### Trama
- Guest star: Jacques Bergerac (Tavo), Eduardo Ciannelli (Bartalli), Joanne Dru (Ellen Baird), Carleton G. Young (Mr. Baird)

## The Last Room
- Prima televisiva: 2 giugno 1959

### Trama
- Guest star: Michael Fox, Eduard Franz (Anton Heig), John Hoyt, Susan Oliver (Ilsa), Norbert Schiller (Attorney)

## Maggie Malone
- Prima televisiva: 9 giugno 1959

### Trama
- Guest star: Julie London (Maggie Malone), Stacy Harris (Frank Dennison), Regis Toomey (detective Andy Cullen), Norbert Schiller (dottore), Steve Brodie (Pete), John Wilder (Thug)

## Portrait
- Prima televisiva: 16 giugno 1959

### Trama
- Guest star: Carolyn Jones (ragazza), Nick Adams, James Best (soldato Boland), Joe Turkel (soldato Menotti), Robert Nichols (soldato Dennis), Otto Waldis (Max)

## Sticks and Stones
- Prima televisiva: 23 giugno 1959

### Trama
- Guest star: John Ericson (Twist Thompson), Peggy McCay (Ann Thompson), Mort Mills (Police Lieutenant O'Brien), Mark Tapscott, Jesse White (Paul Reisner)

## The Vengeance
- Prima televisiva: 30 giugno 1959

### Trama
- Guest star: Wright King (Harry Nichols), Dorothy Green (Ruth Johnston), Robin Warga (Skipper), Hugh Sanders (Harry), Tol Avery (Vance Jefferson), Russ Bender (detective), Dan Duryea (Mark Johnston), Adam Williams (George Hilton)

## Good Deed
- Prima televisiva: 7 luglio 1959

### Trama
- Guest star: Keefe Brasselle (Gentry), James Best (Frank Simms), Virginia Grey (Hazel), Jay C. Flippen (sergente Nelson), Jeanette Nolan (Mrs. Simms)